# Districtul Meskiana
Meskiana este un district din provincia Oum El Bouaghi, Algeria.